# Triết học Marx-Lenin
Triết học Marx-Lenin (phiên âm tiếng Việt: Triết học Mác - Lênin) hay học thuyết Marx-Lenin là một trong ba bộ phận cấu thành của chủ nghĩa Marx-Lenin, được Marx, Engels sáng lập vào giữa thế kỷ thứ XIX, sau đó được Lenin và các nhà macxit khác phát triển thêm. Triết học Marx-Lenin ra đời vào những năm 40 thế kỉ XIX và được phát triển gắn chặt với những thành tựu khoa học và thực tiễn trong phong trào cách mạng công nhân. Sự ra đời của triết học Marx-Lenin là một cuộc cách mạng thực sự trong lịch sử tư tưởng loài người, trong lịch sử triết học.
Triết học Marx-Lenin hình thành dựa trên hệ thống quan điểm của Marx, Engels và được Lenin bổ sung sau này. Trong đó Engels đã phát triển triết học Marx, thông qua việc khái quát các thành tựu khoa học và phê phán các lý thuyết triết học duy tâm, siêu hình và cả những quan niệm duy vật tầm thường ở những người muốn trở thành những người Mác-xít. Với những tác phẩm chủ yếu của mình như: Chống Duyring, Biện chứng của tự nhiên, Nguồn gốc của gia đình, của chế độ tư hữu và nhà nước, Lut vich Phoi bách và sự cáo chung của triết học cổ điển Đức, Engels đã trình bày học thuyết Mác nói chung và triết học Mác nói riêng dưới dạng một hệ thống lý luận. Ngoài ra những ý kiến bổ sung, giải thích của Engels sau khi Mác qua đời đối với một số luận điểm của ông trước đây cũng có ý nghĩa rất quan trọng trong việc phát triển học thuyết Mác.

## Tổng quan
Triết học Marx-Lenin là một trong ba bộ phận cấu thành của Chủ nghĩa Mác – Lenin; đầu tiên là Triết học Mác, do Mác và Enghen sáng lập ra, được Lenin và các nhà mácxít khác phát triển thêm. Triết học Mác ra đời vào những năm 40 thế kỉ 19 và được phát triển gắn chặt với những thành tựu khoa học và thực tiễn trong phong trào cách mạng công nhân. Sự ra đời của Triết học Mác là một cuộc cách mạng thực sự trong lịch sử tư tưởng loài người, trong lịch sử triết học. Nhưng cuộc cách mạng ấy bao hàm tính kế thừa, tiếp thu tất cả những nhân tố tiên tiến và tiến bộ mà lịch sử tư tưởng loài người đã để lại.
Triết học Mác là triết học duy vật. Nhưng các nhà sáng lập của triết học đó không dừng lại ở chủ nghĩa duy vật của thế kỉ 18 mà những thiếu sót chủ yếu nhất của nó là máy móc, siêu hình và duy tâm khi xem xét các hiện tượng xã hội. Các ông đã khắc phục những thiếu sót ấy, đưa triết học tiến lên một bước phát triển mới bằng cách tiếp thu một cách có phê phán những thành quả của triết học cổ điển Đức, nhất là phép biện chứng trong hệ thống triết học của Hegel. Tuy nhiên, phép biện chứng của Hegel là phép biện chứng duy tâm, vì vậy, các nhà sáng lập Triết học Mác đã cải tạo nó, đặt nó trên lập trường duy vật. Chính trong quá trình cải tạo phép biện chứng duy tâm của Hegel và phát triển tiếp tục chủ nghĩa duy vật cũ, trên cơ sở khái quát hoá những thành tựu của khoa học tự nhiên và thực tiễn cho đến giữa thế kỉ 19, Mác và Enghen đã tạo ra triết học của mình.
Triết học ấy sau này đã được Lenin phát triển thêm và trở thành Triết học Mác - Lenin. Triết học Mác - Lenin là triết học duy vật biện chứng triệt để. Lenin hy vọng khắc phục được những thiếu sót của chủ nghĩa duy vật trước Mác. Trong Triết học Mác - Lenin, các quan điểm duy vật về tự nhiên và về xã hội, các nguyên lý của chủ nghĩa duy vật và phép biện chứng gắn bó hết sức chặt chẽ với nhau thành một hệ thống lý luận thống nhất.

## Lý luận

### Nội dung cơ bản của lý luận đó gồm:
- Thứ nhất, đó là các nguyên lý của chủ nghĩa duy vật đã được giải thích một cách biện chứng. Theo các nguyên lý này, "Trong thế giới không có gì khác ngoài vật chất đang vận động, và vật chất đang vận động không thể vận động như thế nào khác ngoài vận động trong không gian và thời gian". Còn ý thức chỉ là sản phẩm của bộ óc con người và là sự phản ánh tự giác, tích cực các sự vật, hiện tượng và quá trình hiện thực của thế giới vật chất, là hình ảnh chủ quan của thế giới khách quan.

Như vậy trong quan hệ giữa vật chất và ý thức, vật chất là cái thứ nhất, cái quyết định và tồn tại độc lập với ý thức, còn ý thức là cái thứ hai, cái có sau. Tuy nhiên khác với chủ nghĩa duy vật trước Mác, Triết học Mác - Lenin, một mặt khẳng định sự phụ thuộc vào vật chất, coi ý thức là sự phản ánh thế giới vật chất, mặt khác lại thừa nhận tác dụng tích cực trở lại của ý thức đối với vật chất. Thông qua hoạt động của con người, ý thức có thể đẩy nhanh hoặc kìm hãm sự phát triển của thế giới vật chất ấy.
- Thứ hai, các nguyên lý của phép biện chứng trong hệ thống triết học Hegel đã được cải tạo và xây dựng lại trên lập trường duy vật. Theo các nguyên lý đó:

1. Theo định nghĩa của Lenin, vật chất là một phạm trù triết học dùng để chỉ thực tại khách quan được đem lại cho con người trong cảm giác, được cảm giác của con người chép lại, chụp lại, phản ánh và nó tồn tại không lệ thuộc vào cảm giác. Mỗi kết cấu vật chất có muôn vàn mối liên hệ qua lại với các sự vật, hiện tượng, quá trình khác của hiện thực.[2][3]
2. Tất cả các sự vật cũng như sự phản ánh của chúng trong óc con người đều ở trong trạng thái biến đổi phát triển không ngừng. Nguồn gốc của sự phát triển đó là sự đấu tranh giữa các mặt đối lập ở ngay trong lòng sự vật. Phương thức của sự phát triển đó là sự chuyển hoá những biến đổi về lượng thành những biến đổi về chất và ngược lại. Còn chiều hướng của sự phát triển này là sự vận động tiến lên theo đường xoáy trôn ốc chứ không phải theo đường thẳng.

Nội dung của hai nguyên lý trên đây được thể hiện trong 3 quy luật cơ bản của phép biện chứng duy vật (quy luật thống nhất và đấu tranh của các mặt đối lập; quy luật về sự chuyển hoá những biến đổi về lượng thành những biến đổi về chất và ngược lại; quy luật phủ định cái phủ định) và trong hàng loạt quy luật về mối quan hệ qua lại biện chứng giữa cái chung và cái riêng, nguyên nhân và kết quả, tất nhiên và ngẫu nhiên, nội dung và hình thức, bản chất và hiện tượng, khả năng và hiện thực, v.v...
1. Triết học Mác - Lenin còn bao gồm lý luận nhận thức và chủ nghĩa duy vật lịch sử. Nhận thức là sự phản ánh giới tự nhiên bởi con người, nhưng đó không phải là sự phản ánh đơn giản, trực tiếp, hoàn toàn, mà là một quá trình nhờ đó tư duy mãi mãi và không ngừng tiến đến gần khách thể. Sự tiến đến gần đó diễn ra theo con đường mà Lenin đã tổng kết: "Từ trực quan sinh động đến tư duy trừu tượng và từ tư duy trừu tượng đến thực tiễn - đó là con đường biện chứng của sự nhận thức chân lý, của sự nhận thức thực tại khách quan". Cơ sở, động lực và mục đích của toàn bộ quá trình này là thực tiễn. Thực tiễn cũng đồng thời là tiêu chuẩn của chân lý.

Triết học Mác - Lenin không chỉ dừng lại ở những quan điểm duy vật biện chứng về tự nhiên mà còn mở rộng những quan điểm đó vào việc nhận thức xã hội và nhờ đó thế giới quan duy vật biện chứng trở thành toàn diện và triệt để. Áp dụng và mở rộng quan điểm duy vật biện chứng vào nghiên cứu xã hội, Mác đã đưa ra được quan niệm duy vật về lịch sử, chỉ ra con đường nghiên cứu những quy luật của sự phát triển xã hội, sự phát triển đó, cũng như sự phát triển của tự nhiên, không phải do ý muốn chủ quan mà do những quy luật khách quan quyết định. Sự ra đời của Triết học Mác - Lenin đã đặt cơ sở cho việc nghiên cứu lịch sử và đời sống xã hội thực sự có tính chất khoa học.
1. Theo Mác: "Phương thức sản xuất đời sống vật chất quyết định quá trình sinh hoạt xã hội, chính trị và tinh thần nói chung. Không phải ý thức của con người quyết định sự tồn tại của họ; trái lại chính sự tồn tại xã hội của họ quyết định ý thức của họ.".[4] Tồn tại xã hội của con người trước hết là phương thức sản xuất của cải vật chất xã hội. Đó là nhân tố, xét đến cùng, quyết định toàn bộ đời sống của xã hội, quyết định sự phát triển của xã hội. Ý thức xã hội không có gì khác hơn là sự phản ánh tồn tại xã hội. Trong khi khẳng định nguyên lý tồn tại xã hội quyết định ý thức xã hội, Triết học Mác - Lenin cũng thừa nhận tính độc lập tương đối trong sự phát triển của ý thức xã hội và vai trò tích cực của tư tưởng, lý luận tiên tiến trong sự phát triển của xã hội.

Với những quan điểm triết học nêu trên, khi nghiên cứu Kinh tế Chính trị học Marx nhận thấy trong quá trình sản xuất xã hội, con người có những quan hệ nhất định, tất yếu, không tuỳ thuộc vào ý muốn của họ - tức là những quan hệ sản xuất, những quan hệ này phù hợp với một trình độ phát triển nhất định của các lực lượng sản xuất vật chất của họ. Toàn bộ những quan hệ sản xuất ấy hợp thành cơ cấu kinh tế của xã hội, tức là cái cơ sở hiện thực, trên đó xây dựng lên một cấu trúc thượng tầng pháp lý và chính trị, và tương ứng với cơ sở thực tại đó là những hình thái ý thức xã hội nhất định.
Tới một giai đoạn phát triển nhất định, các lực lượng sản xuất vật chất của xã hội sẽ mâu thuẫn với những quan hệ sở hữu, mà trong đó từ trước đến nay các lực lượng sản xuất vẫn phát triển. Từ chỗ là những hình thức phát triển của các lực lượng sản xuất, những quan hệ ấy đã trở thành những xiềng xích của lực lượng sản xuất. Mâu thuẫn này được giải quyết khi có một quan hệ sản xuất mới, tiến bộ, phù hợp với lực lượng sản xuất đã lớn mạnh. Cơ sở kinh tế thay đổi thì tất cả cái cấu trúc thượng tầng đồ sộ cũng bị đảo lộn ít nhiều nhanh chóng.
Chủ nghĩa Mác-Lenin cũng chỉ rõ vai trò của quần chúng nhân dân trong sự phát triển của lịch sử. Quan niệm đó đã dẫn đến chỗ khẳng định vai trò lịch sử thế giới của giai cấp công nhân hiện đại trong cuộc đấu tranh giải phóng loài người, trong việc xây dựng xã hội mới - xã hội cộng sản chủ nghĩa. Chủ nghĩa Mác-Lenin cũng đã chứng minh việc xây dựng xã hội cộng sản là tất yếu. Chủ nghĩa Mác-Lenin nghiên cứu xã hội với tính cách là một thể thống nhất, hoàn chỉnh và vạch ra những quy luật chung và những động lực của sự phát triển xã hội. Nó chỉ ra vị trí và vai trò của mỗi mặt đời sống xã hội trong hệ thống xã hội nói chung, vạch ra những nét cơ bản của các giai đoạn phát triển xã hội loài người.

## Nội dung cơ bản
Các nguyên lý của chủ nghĩa duy vật đã được giải thích một cách biện chứng. Theo các nguyên lý này, đã giải quyết mối quan hệ giữa vật chất và ý thức. Theo Ph.Ăng-ghen thì: 
| “             | Vấn đề cơ bản lớn của mọi triết học, đặc biệt là triết học hiện đại, là vấn đề quan hệ giữa tư duy và tồn tại | ” |
| — Ph.Ăng-ghen | |   |

Theo đó "trong thế giới không có gì khác ngoài vật chất đang vận động, và vật chất đang vận động không thể vận động như thế nào khác ngoài vận động trong không gian và thời gian". Còn ý thức chỉ là sản phẩm của bộ óc con người và là sự phản ánh tự giác, tích cực các sự vật, hiện tượng và quá trình hiện thực của thế giới vật chất, là hình ảnh chủ quan của thế giới khách quan. Như vậy trong quan hệ giữa vật chất và ý thức, vật chất là cái thứ nhất, cái quyết định và tồn tại độc lập với ý thức, còn ý thức là cái thứ hai, cái có sau. Tuy vậy, ý thức có thể đẩy nhanh hoặc kìm hãm sự phát triển của thế giới vật chất ấy.
Các nguyên lý của phép biện chứng trong hệ thống triết học Hegel đã được cải tạo và xây dựng lại trên lập trường duy vật. Theo các nguyên lý đó: 
- Mỗi kết cấu vật chất có muôn vàn mối liên hệ qua lại với các sự vật, hiện tượng, quá trình khác của hiện thực. Trong hàng loạt quy luật về mối quan hệ qua lại biện chứng giữa cái chung và cái riêng, nguyên nhân và kết quả, tất nhiên và ngẫu nhiên, nội dung và hình thức, bản chất và hiện tượng, khả năng và hiện thực.
- Tất cả các sự vật cũng như sự phản ánh của chúng trong óc con người đều ở trong trạng thái biến đổi phát triển không ngừng. nguồn gốc của sự phát triển đó là sự đấu tranh giữa các mặt đối lập ở ngay trong lòng sự vật. Phương thức của sự phát triển đó là sự chuyển hoá những biến đổi về lượng thành những biến đổi về chất và ngược lại. Còn chiều hướng của sự phát triển này là sự vận động tiến lên theo đường xoáy trôn ốc chứ không phải theo đường thẳng. Nội dung của hai nguyên lý trên đây được thể hiện trong 3 quy luật cơ bản của phép biện chứng duy vật (quy luật thống nhất và đấu tranh của các mặt đối lập, quy luật về sự chuyển hoá những biến đổi về lượng thành những biến đổi về chất và ngược lại, quy luật phủ định cái phủ định).
- Lý luận nhận thức và chủ nghĩa duy vật lịch sử. Nhận thức là sự phản ánh giới tự nhiên bởi con người, nhưng đó không phải là sự phản ánh đơn giản, trực tiếp, hoàn toàn, mà là một quá trình nhờ đó tư duy mãi mãi và không ngừng tiến đến gần khách thể.

## Ý nghĩa
Triết học Mác-Lenin ra đời và hoàn chỉnh đã góp phần quan trọng trong nhận thức và đấu tranh của giai cấp công nhân, các tầng lớp vô sản. Các Mác đã phát biểu rằng: Giống như triết học thấy giai cấp vô sản là vũ khí vật chất của mình, giai cấp vô sản cũng thấy triết học là vũ khí tinh thần của mình Tinh thần cách mạng của triết học Mác-Lenin được Các Mác phát biểu rằng: Các nhà triết học đã chỉ giải thích thế giới bằng nhiều cách khác nhau, vấn đề là cải tạo thế giới